# Guldbaggegalan 1972
Den åttonde Guldbaggegalan, som belönade svenska filmer från 1971 och 1972, hölls den 23 oktober 1972.

## Vinnare
| Högsta kvalitetspoäng                            | Bästa regi                                  |
| ------------------------------------------------ | ------------------------------------------- |
| - Äppelkriget (2,2)                              | - Tage Danielsson – Äppelkriget             |
| Bästa skådespelerska                             | Bästa skådespelare                          |
| - Monica Zetterlund – Nybyggarna och Äppelkriget | - Eddie Axberg – Nybyggarna och Utvandrarna |
| Juryns specialbagge                              |                                             |
| - Bengt Forslund                                 |                                             |